# Guinea Ecuatorial Airlines
GEASA – Guinea Ecuatorial Airlines ist eine äquatorialguineische Fluggesellschaft mit Sitz in Malabo und Basis auf dem Flughafen Malabo.

## Geschichte
Guinea Ecuatorial Airlines nahm ihren Betrieb im Jahr 1996 mit einer geleasten Jakowlew Jak-40 auf.

## Flotte
Mit Stand Juli 2024 besitzt GEASA keine eigenen Flugzeuge mehr.

### Ehemalige Flugzeugtypen
- Boeing 737-200
- Jakowlew Jak-40